# Mearnsia novaeguineae
El vencejo papú, también llamado rabitojo de Nueva Guinea o vencejo papúa (Mearnsia novaeguineae), es una especie de ave apodiforme de la familia Apodidae.
Es un ave endémica de Nueva Guinea. Es común en toda su área de distribución y su estado de conservación se ha calificado como de «preocupación menor». Vive en una gran variedad de entornos, desde en las llanuras costeras, hasta en altitudes superiores a los 500 m. Es de pequeño tamaño (apenas 11 cm de longitud) y tiene una cola corta y redondeada, de la que asoman por su parte posterior los cañones de sus plumas rectrices, que no son visibles durante el vuelo.
Se alimenta de pequeños insectos que captura en vuelo. 